# Loudetia cuanzensis
Loudetia cuanzensis là một loài thực vật có hoa trong họ Hòa thảo. Loài này được Lubke & Phipps mô tả khoa học đầu tiên năm 1967.